# Byrsonima frondosa
Byrsonima frondosa är en tvåhjärtbladig växtart som beskrevs av Carl Friedrich Philipp von Martius och Adrien Henri Laurent de Jussieu. Byrsonima frondosa ingår i släktet Byrsonima och familjen Malpighiaceae. Inga underarter finns listade i Catalogue of Life.